# اخترشناسی فروسرخ

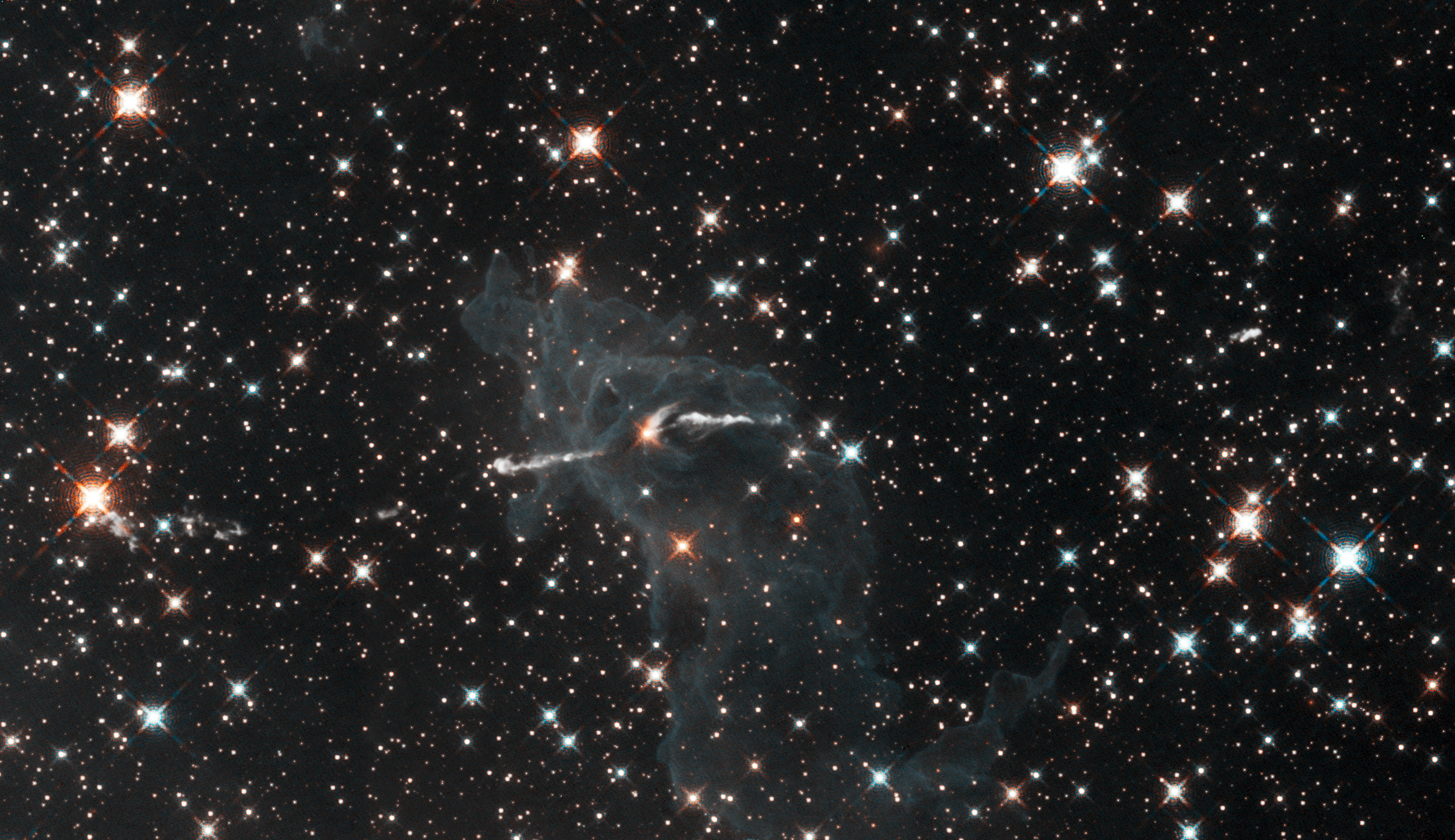
سحابی شاه‌تخته تصویربرداری شده توسط تلسکوپ هابل (آشکارسازی فروسرخ)

ستاره‌شناسی فروسرخ شاخه‌ای از ستاره‌شناسی و اخترفیزیک است که به بررسی اجرام آسمانی قابل مشاهده با امواج فروسرخ می‌پردازد. طول موج نور مادون قرمز در محدودهٔ ۰٫۷۵ تا ۳۰۰ میکرومتر قرار دارد. امواج فروسرخ پایین‌تر از نور مرئی (۳۸۰ تا ۷۵۰ نانومتر) قرار دارند و به همین دلیل با چشم قابل دیدن نیستند.
ستاره‌شناسی فروسرخ در سال‌های ۱۸۳۰، سه دهه پس از کشف پرتو فروسرخ توسط ویلیام هرشل در سال ۱۸۰۰، آغاز شد. پیشرفت در ابتدا، تا زمانی که اوایل قرن بیستم اجرام آسمانی دیگری به جز خورشید و ماه توسط امواج فروسرخ شناسایی شدند، محدود بود. پس از تعدادی اکتشاف در زمینهٔ ستاره‌شناسی رادیویی بین سال‌های ۱۹۵۰ تا ۱۹۷۰، ستاره‌شناسان به این نتیجه رسیدند که اطلاعاتی مفید در فضا خارج از نور مرئی قرار دارد. در این زمان ستاره‌شناسی مدرن فروسرخ پا به عرصهٔ وجود گذاشت.
ستاره‌شناسی فروسرخ و نوری اغلب از یک نوع تلسکوپ استفاده می‌کند. در اینجا می‌توان به آینه‌ها و عدسی‌های یکسان که در نور محدودهٔ بینایی کارایی دارند، اشاره کرد. هر دو از آشکارسازهای حالت جامد استفاده می‌کنند، با اینکه نوع آن‌ها یکسان نیست. نور فروسرخ توسط بخار آب در اتمسفر زمین در بیشتر طول موج‌ها جذب می‌شود، به همین دلیل بیشتر تلسکوپ‌های مربوط به امواج فروسرخ را در ارتفاع و جاهای به دور از رطوبت قرار می‌دهند. تلسکوپ‌های خارج از جو نیز وجود دارند که در محدودهٔ فروسرخ کار می‌کنند. از آن‌ها می‌توان به تلسکوپ فضایی اسپیتزر و رصدخانه فضایی هرشل اشاره کرد.

## تاریخچه

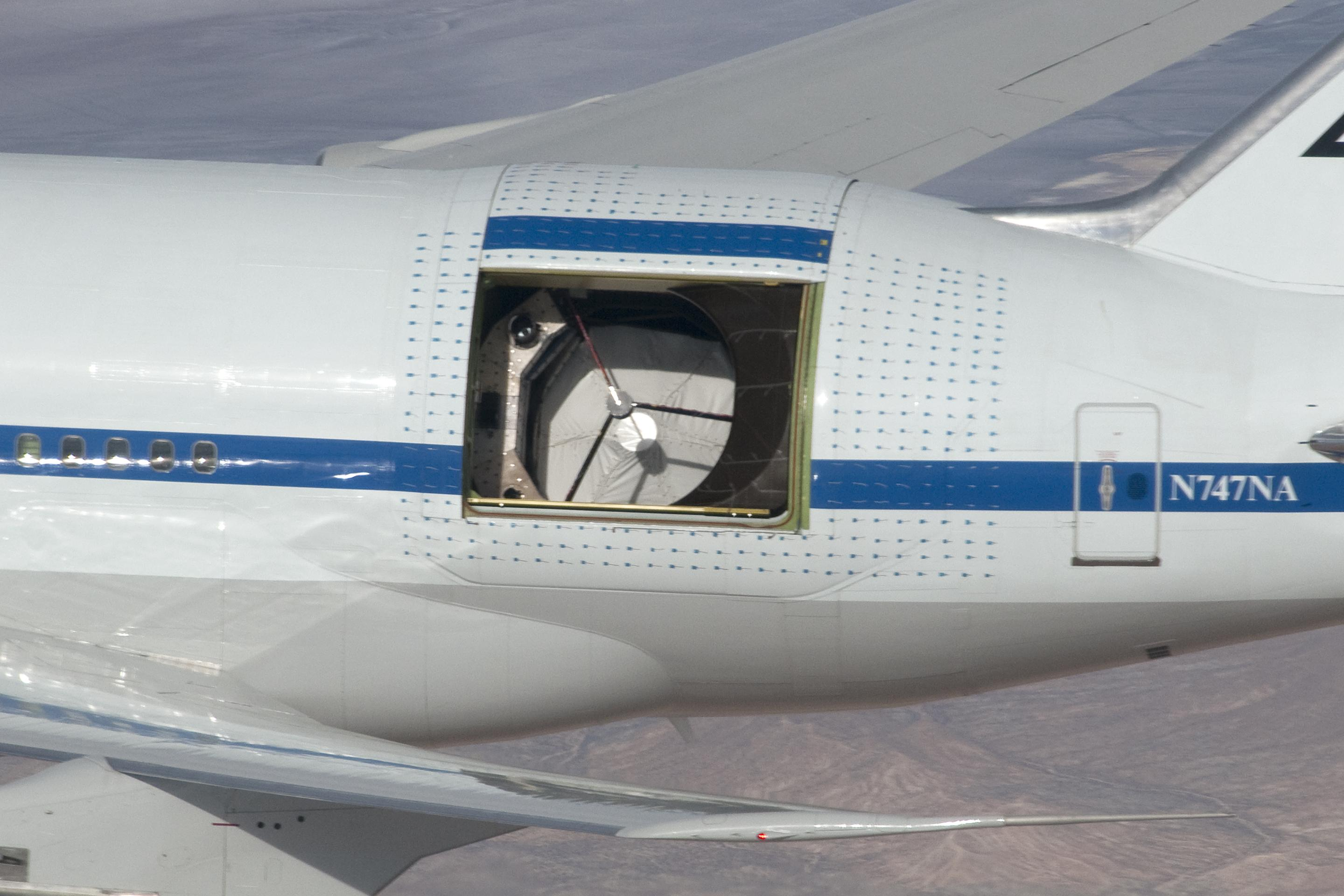
سوفیا، یک تلسکوپ مادون قرمز در هواپیما.

کشف اشعه فروسرخ را به ویلیام هرشل نسبت می‌دهند، که آزمایشی با قرار دادن دماسنج را در نور خورشید با رنگ‌های مختلف که از منشور خارج می‌شد، انجام داد. او متوجه شد که نور خورشید دماسنج را در محدودهٔ نور خارج از بینایی، بیشتر گرم می‌کند. (قسمت زیر نور قرمز) با وجود اینکه دلیل افزایش دما در دماسنج ساختار منشور و نه ویژگی از خورشید است، اما واقعیت افزایش دما هرشل را به این فکر انداخت که امواجی خارج از دید نیز از خورشید به زمین ارسال می‌شوند. او به این پرتوها، امواج رنگ‌مانند لقب داد. زیرا تمامی ویژگی‌های نور رنگی مانند بازتاب، ارسال، جذب را داشتند.
با تلاش‌هایی که انجام شد، دانشمندان بین سال‌های ۱۸۳۰ تا اواخر قرن ۱۹ام موفق به کشف منابع ستاره‌شناسی دیگری با این ویژگی شدند. امواج فروسرخ مربوط به ماه در سال ۱۸۷۳ توسط ویلیام پارسونز، کشف شدند. ارنست فاکس نیکولز با استفاده از تابش‌سنج تلاش کرد، تا پرتو فروسرخ ستاره‌های نگهبان شمال و کرکس نشسته را تشخیص دهد، اما به نتایج قطعی دست پیدا نکرد.
سال‌ها بعد با استفاده از دستگاه‌های مدرن، جرج ریکه توانست ثابت کند که این دو ستاره موج فروسرخ متصاعد می‌کنند. برای احترام به نیکولز اعتبار کشف پرتو فروسرخ برای ستاره‌ای خارج از منظومهٔ خورشیدی به او داده شد.
شاخه ستاره‌شناسی فروسرخ همچنان به توسعه آرام خود در اوایل قرن ۲۰ام ادامه داد، هنگامی که ست بارنز نیکلسون و ادیسون پتی پیل گرماسنجی را ایجاد کردند. این وسیله می‌توانست امواج فروسرخ را آشکارسازی کند و دقتی برای چند صد ستاره داشت. البته این بخش از ستاره‌شناسی تا سال‌های ۱۹۶۰ توسط ستاره‌شناسان سنتی مورد توجه قرار نگرفت. بسیاری از دانشمندان که در این زمینه فعالیت کردند فیزیکدان و نه ستاره‌شناس بودند. موفقیت‌های ستاره‌شناسی رادیویی و پیشرفت‌هایی که میان سال‌های ۱۹۵۰ تا ۱۹۶۰ در زمینهٔ حس‌گرهای فروسرخ صورت گرفت، باعث توجه ستاره‌شناسان به این بحث و محکم شدن جای این شاخه در علم ستاره‌شناسی شد.

## ستاره‌شناسی مادون قرمز مدرن
پرتو مادون قرمز با طول موج‌هایی طولانی‌تر از نور مرئی، معروف به فروسرخ نزدیک، رفتار بسیار شبیه به نور مرئی دارد و با آشکارسازهای مربوط به نور مرئی می‌توان آن را مورد مطالعه قرار داد. به همین دلیل، این منطقه نزدیک مادون قرمز از طیف خارج شده از منشور به مانند منطقه نزدیک فرابنفش، در محدوده بینایی گنجانیده می‌شود. بسیاری از تلسکوپ‌ها نوری، مانند آنهایی که در رصدخانه کک قرار دارند، می‌توانند در زمینهٔ پرتوهای نزدیک مادون قرمز نیز مانند نور مرئی فعالیت کنند. مادون قرمز دور طول موجی گسترده تا زیرمیلیمیتر دارد، که توسط تلسکوپ‌های مخصوص مانند تلسکوپ جیمز کلرک ماکسول در رصدخانهٔ مونوکی دیده می‌شوند.
مانند دیگر اشکال امواج الکترومغناطیس، فروسرخ نیز توسط ستاره‌شناسان برای مطالعهٔ جهان پیرامون مورد استفاده قرار می‌گیرد. تلسکوپ مادون قرمز، که در بزرگ‌ترین تلسکوپ‌های نوری و همچنین چند تلسکوپ اختصاصی مادون قرمز جای دارد، نیاز به کاهش دادن حرارت با نیتروژن مایع و عایق بندی دربرابر حرارت دارند. دلیل این کار این است که اشیاء با حرارت کمتر از چند صد کلوین بیشترین انرژی گرمایی خود را در قالب پرتو فروسرخ  منتشر می‌کنند. اگر آشکارسازهای مادون قرمز سرد نگه داشته نشوند، تابش از سطح خود آشکارساز باعث ایجاد نویز بر روی امواجی که از آسمان می‌آید، می‌شود. این برای طیف‌های فروسرخ میانی و دور مشکل‌ساز است.
برای رسیدن به وضوح فضایی بالاتر، برخی از تلسکوپهای مادون قرمز با ابزارهای اندازه‌گیری پرتوفروسرخ ترکیب می‌شوند. رزولوشن مؤثر توسط فاصله تلسکوپ‌ها تعیین می‌شود، این به اندازهٔ تلسکوپ‌های مورد نظر بستگی ندارد. وقتی این دو ابزار باهم و با عدسی‌های تلفیقی استفاده می‌شوند. مانند ۲ تلسکوپ ۱۰ متری و ۴ تلسکوپ ۸٫۲ متری رصدخانهٔ کک که یک ابزار سنجش فروسرخ و تلسکوپ بسیار بزرگ ایجاد می‌کنند و این منجر به یک وضوح فضایی بالا می‌شود.
محدودیت اصلی حساسیت این تلسکوپ‌ها اتمسفر زمین می‌باشد. بخار آب به میزان زیادی امواج فروسرخ را جذب می‌کند، در عین حال خود جو زمین نیز به میزانی پرتو فروسرخ متصاعد می‌کند. به همین دلیل تلسکوپ‌های فروسرخ را در مکان‌ها با آب و هوای خشک و در ارتفاعات قرار می‌دهند تا بالاتر از بخار آب موجود در اتمسفر قرار گیرند. مکان‌های مناسب بر روی زمین، شامل رصدخانه در مونوکی ۴۲۰۵ متر بالاتر از سطح دریا، سایت آلما ۵۰۰۰ متر بالاتر از سطح دریا در شیلی و مناطق باارتفاع بالا در قطب جنوب مانند سی دم می‌شوند. حتی در ارتفاعات بالا، شفافیت محدود است به جز در پنجره فروسرخ، یا طول موج‌هایی که در آنها اتمسفر زمین تأثیری ندارد.
پنجره‌های اصلی فروسرخ به شرح زیر می‌باشد:
| محدوده طول موج میکرومتر | باندهای نجومی | تلسکوپ‌ها                                       |
| ۰٫۶۵ تا ۱٫۰             | باند آر و آی  | همه تلسکوپ‌های بزرگ نوری                        |
| ۱٫۲۵                    | باند جی       | عمدهٔ تلسکوپ نوری و تلسکوپ اختصاصی مادون قرمز   |
| ۱٫۶۵                    | باند اچ       | عمدهٔ تلسکوپ نوری و تلسکوپ اختصاصی مادون قرمز   |
| ۲٫۲                     | باند کی       | عمدهٔ تلسکوپ نوری و تلسکوپ اختصاصی مادون قرمز   |
| ۳٫۴۵                    | باند ال       | تلسکوپ‌های اختصاصی فروسرخ و بعضی تلسکوپ‌های نوری |
| ۴٫۷                     | باند ام       | تلسکوپ‌های اختصاصی فروسرخ و بعضی تلسکوپ‌های نوری |
| ۱۰                      | باند ان       | تلسکوپ‌های اختصاصی فروسرخ و بعضی تلسکوپ‌های نوری |
| ۲۰                      | باند کیو      | برخی تلسکوپ‌های اختصاصی فروسرخ و تلسکوپ‌های نوری |
| ۴۵۰                     | زیرمیلیمتر    | تلسکوپ‌های زیرمیلیمتری                          |
| ----------------------- | ------------- | ---------------------------------------------- |

شبیه به تلسکوپ‌های نوری، فضا بهترین مکان برای قرار دادن تلسکوپ‌های فروسرخ می‌باشد. در فضا، تصاویر تلسکوپ‌های فروسرخ دارای کیفیت بالاتری می‌باشد، دلیل آن نبود نویزهای مختلف مانند اتمسفر زمین که هم مقداری از پرتوهای فروسرخ را جذب و هم میزانی را منتشر می‌کند، است. تلسکوپ‌های فضایی موجود که در محدودهٔ فروسرخ کار می‌کنند، رصدخانهٔ فضایی هرشل، تلسکوپ فضایی اسپیتزر هستند. با توجه به اینکه قرار دادن تلسکوپ‌ها در فضا هزینه‌های زیادی دارد، رصدخانه‌های هوایی نیز وجود دارند که به این کار می‌پردازند. از آن‌ها می‌توان به رصد خانه استراتسفری برای ستاره‌شناسی فروسرخ و رصدخانهٔ هوایی کوپیر اشاره کرد. این رصدخانه‌ها تلسکوپ را در بالاترین محل از جو، اما نه به صورت کامل، قرار می‌دهند، این بدین معنی است که هنوز مقداری بخار هوا که نور فروسرخ را جذب می‌کند وجود دارد.

## تکنولوژی فروسرخ
یکی از رایج‌ترین آرایه‌های آشکارساز فروسرخ، آرایه‌های مورد استفاده در تلسکوپ‌های پژوهشی HgCdTe است. آن‌ها به خوبی میان طول موج‌های ۰٫۶ تا ۵ میکرومتر کار می‌کنند. برای طول موج‌های بالاتر یا حساسیت بیشتر ممکن است از آشکارسازهای دیگری استفاده شود، مانند آشکارسازهای نیمه‌رسانه با فاصلهٔ کم، بولومترهای مخصوص دماهای پایین یا ابررسانه‌هایی که تعدا فوتون را اندازه‌گیری می‌کنند.
شرایط ویژه برای ستاره‌شناسی فروسرخ عبارتند از: مدارهای با نویز پایین و گاهی اوقات تعداد بالای پیکسل.
دمای پایین توسط مایع خنک‌کننده بدست می‌آید، که معولا به اتمام می‌رسد. ماموریت‌های فضایی در این زمان به پایان می‌رسد یا تصاویر پس از این اتفاق با نام تصاویر گرم ثبت می‌شوند. به عنوان مثال، وایز در اکتبر ۲۰۱۰، ده ماه پس از پرتاب مواد خنک کنندهٔ خود را به اتمام رساند. (ان‌ای‌سی‌موس را برای تلسکوپ فضایی اسپیتزر ببینید).

## واژه‌نامه
1. ↑  calorific rays
2. ↑  Near infrared
3. ↑  C dome
4. ↑  infrared window
5. 1 2 3 4 5 6 7 8 9  I & R,J,H,K,L,M,N,Q Band